# なぜ山に登るのか
『なぜ山に登るのか』（なぜやまにのぼるのか）は、鷲晴夫の著作である。

## 概要
同書は1999年8月1日に文芸社より出版された。
同書は、「『山』とは何か」「山は生きている。そのはかなさ」「『山』の『遭難』」「『暗い山と栄光の山』―西欧人にとっての『山』」「詩人と自然・山」「『神』を予感する場としての山」「『山と絵画』」「『山と音楽』」「登山」「登山の楽しみ」「山における孤独」「山における死」「これからの登山」という章構成となっている。

## 内容
登山を「神が書いた自然という名前の書物（＝山）をじっくりと読み、その崇高と美を味わうもの」と捉え、登山の楽しみ、孤独、これからの登山についてを少年時代からの登山歴を持つ著者が述べた本である。
山の遭難については、登山者の方の視点ではなく、押しかける登山者の数に比例して山の自然が壊されているなどとしている。
また、中高年の登山客が増えた理由としては、「マナスル登頂の後の登山ブームが起きて、その後日本経済が好景気の時代を迎えることとなった。そのような時代において青年は登山の苦労を厭うようになり、余裕が出てきた中高年の人々が飽食の結果による体調の異常の解決を意図的に、「みんなで登れば怖くない」精神によって、大挙山に登るようになった。」と説明している。